# Castelões (Vila Nova de Famalicão)
Castelões ist eine Gemeinde im Norden Portugals.
Castelões gehört zum Kreis Vila Nova de Famalicão im Distrikt Braga, besitzt eine Fläche von 3,5 km² und hat 2083 Einwohner (Stand 19. April 2021).